# Всеволод (линейный корабль, 1796)
«Все́волод» — 74-пушечный линейный корабль, спущенный на воду в 1796 году. Он служил в Северном и Балтийском морях, пока два британских 74-пушечные корабля 3-го ранга HMS Implacable (1805) («Непримиримый») и HMS Centaur (1797) («Кентавр») не уничтожили его в 1808 году во время англо-русской войны (1807–1812).

## Служба
3 июля 1798 г. «Всеволод» находился в Архангельске, в качестве флагмана вице-адмирала Тета, командовавшего 2-м отрядом Императорского флота России.  Затем был переброшен в Нор 8 августа, где действовал в течение 3 лет в Северном море и у берегов Текселя.  Корабль вернулся в Кронштадт 21 июля 1800, откуда перенёс базу в Ревель. В течение дальнейшей службы на Балтике, был в 1804 году отремонтирован. В сентябре 1805 года корабль перебросил войска в Померанию.

### Англо-русская война и гибель корабля
В начале 1808 года Россия инициировала финскую войну в ответ на отказ Швеции подчиниться российскому давлению и присоединиться к антибританскому союзу. Россия оккупировала Финляндию и сделала ее Великим княжеством в составе Российской империи. Британцы решили принять контрмеры и в мае отправили на Балтику флот под командованием вице-адмирала сэра Джеймса Сумареса.
9 июля русский флот под командованием адмирала Петра Ханыкова вышел из Кронштадта. Главный шведской флот под командованием адмирала Рудольфа Седерстрёма, состоявший из 11 линейных кораблей и 5 фрегатов, должен был противостоять ему. 16 августа Сумарес послал «Кентавра», под командованием Уильяма Генри Уэбли, и «Неумолимого», под командованием Томаса Байама Мартина, чтобы они присоединились к шведскому флоту. 19 июля они погнались за двумя русскими фрегатами, и на следующий день присоединились к шведам.
22 августа русский флот, состоящий из девяти линейных кораблей, пяти больших фрегатов и шести меньших, двинулся из Ханко, чтобы угрожать шведам. Шведы с двумя британскими кораблями сгруппировались в Орё и через три дня отплыли навстречу русским.
Русские и англо-шведские силы были практически равными, но русские отступили, а корабли союзников стали их преследовать. «Кентавр» и «Непримиримый» были лучшими судами, чем шведские корабли, и медленно обходили общий строй, «Непримиримый» догнал «Всеволода», который отставал.
13 (25) августа 1808 «Всеволод» под командованием капитана 2-го ранга Руднева вступил в бой с «Непримиримым», русские понесли тяжёлые потери и сели на мель. При этом три находившихся поблизости русских корабля не оказали помощи. «Всеволод» спустил флаг, но Худ на «Непримиримом» вернулся, потому что приближался русский флот. В ходе боя «Непримиримый» потерял 6 человек убитыми и 26 ранеными, в том числе двоих умерших позже, и троих с ампутированными конечностями; «Всеволод» потерял 48 человек убитыми и 80 ранеными.
Затем русский фрегат «Поллукс» отбуксировал «Всеволода» в направлении Балтийского порта (Рагерсвик), где укрывался российский флот. Однако «Всеволод» из-за обрыва буксировочного троса остановился примерно в шести милях от порта.
14 (26) августа 1808 «Кентавр» подошел и смог отогнать лодки, которые пытались доставить поврежденное судно в гавань. Моряки «Кентавра» сумели ударить своей бизанью по бушприту русских, до того как «Кентавр» открыл огонь. Корабли сошлись на абордаж, и обе стороны попытались подняться на борт другого судна. Однако «Непримиримый» подошел и в течение 10 минут стрелял во «Всеволода», нанеся новые повреждения русскому кораблю.

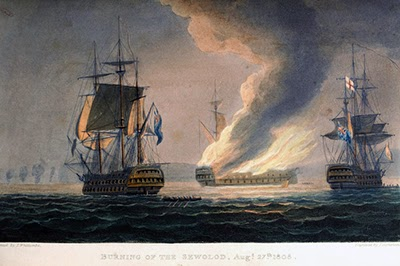
Уничтожение «Всеволода» британскими кораблями

«Непримиримый» оттащил «Кентавра» от «Всеволода», с которым он сцепился. Битва стоила «Кентавру» трех убитых и 27 раненых. «Всеволод», получивший около 100 человек в качестве подкрепления после своей первой битвы с «Непримиримым», потерял еще 124 человека убитыми и ранеными в битве с «Кентавром»; 56 русских выплыли на берег и так избежали плена. Всего на «Всеволоде» погибли 303 человека.
Захваченное судно так прочно село на мель, что сэр Сэмюэл Худ с «Кентавра» приказал сжечь «Всеволода». 15 (27) августа 1808 британцы забрали с него 37 человек пленных, в том числе раненых, а затем подожгли «Всеволода», который взорвался несколько часов спустя. Катер «Балтика» позже высадил пленных.

### Последствия
На следующий день к англо-шведской эскадре присоединился вице-адмирал Сумерес со всей своей эскадрой. Затем они блокировали эскадру Ханыкова в Балтийском море на несколько месяцев. После того как англичане и шведы отказались от блокады, русский флот смог вернуться в Кронштадт.
Российское правительство привлекло адмирала Ханыкова к военному трибуналу за то, что британское адмиралтейство назвало бы «неспособностью сделать все возможное». Военно-полевой суд постановил понизить Ханыкова в звании и уволить со службы. От более сурового приговора Ханыкова спасла его ранее отличная служба. Шведский король Густав IV Адольф вручил капитану Мартину с «Непримиримого» рыцарский Большой крест Ордена Меча. В 1847 году Адмиралтейство наградило всех оставшихся в живых претендентов на участие в операции медалью за морскую службу с застежками «Непримиримый 26 августа 1808 года» и «Кентавр 26 августа 1808 года». Худ захватил флаг «Всеволода» в качестве трофея, сейчас он вывешен в главном зале дома семьи Худов в St. Audries.